# Алеманни, Никколо
Никколо Алеманни (итал. Niccolò Alemanni) (12 января 1583, Анкона — 1626, Рим) — римский антиквар греческого происхождения. Он обучался в римской Греческой коллегии, основанной Григорием XIII, после чего был рукоположён как католический дьякон, а затем священник.
Хорошее знакомство с классическими языками позволило ему занять должность преподавателя греческого языка в коллегии. Среди его учеников были Лев Аллаций, Франческо Аркудио и кардинал-библиотекарь Сципионе Кобелуцци. По рекомендации последнего Алеманни был назначен секретарём к кардиналу Боргезе. В 1614 он стал хранителем Ватиканской библиотеки. Согласно сборнику биографий, составленному Джан-Витторио Росси лат. Pinacotheca imaginum illustrium: doctrinae vel ingenii laude, virorum, qui, auctore superstite, diem suum obierunt, смерть Аламанни произошла из-за слишком преданного исполнения своих почётных обязанностей, связанных с тем, чтобы при строительстве Собора Святого Петра не были повреждены захоронения святых мучеников.
Аламанни написал лат. Syntagma de Lateranensibus parietibus (Рим, 1625) по случаю реставрационных работ, выполненных в Латеранской базилике по распоряжению кардинала Боргезе. Также он написал диссертацию лат. De dextrae laevaeque manus praerogativa ex antiquis Pontificum nummis Paulum Petro apostolo anteponentibus об относительной важности правых и левых сторон на примере некоторых старинных папских монет, на которых апостол Павел помещён справа от апостола Петра.
Главным трудом Аламанни стало обнаружение и издание в 1623 году в Лионе «Тайной истории» Прокопия Кесарийского, первым исследователем которой он стал, предварив книгу обширным комментарием.